# Júlio Bozano
Júlio Rafael de Aragão Bozano (* 8. November 1936 in Rio Grande do Sul) ist ein brasilianischer Unternehmer, ursprünglich im Bankensektor. Er ist einer der reichsten Menschen Brasiliens. Das Forbes Magazine schätzte 2009 sein Vermögen auf 1,1 Milliarden US-Dollar.
Sein Vermögen verdiente Bozano mit der Bank Banco Bozano, Simonsen, die er gemeinsam mit Mário Henrique Simonsen (1935–1999) gegründet und geleitet hatte. Die Bank wurde 2000 für 1,6 Milliarden Real (damals etwa 0,9 Milliarden Euro) an die Banco-Santander-Central-Hispano-Gruppe verkauft.
Bozanos Holding Cía. Bozano besitzt unter anderem Anteile des brasilianischen Flugzeugherstellers Embraer.
Die Scheidung von seiner Frau Iza nach 30 Jahren Ehe im Jahr 1996 gilt in Brasilien als die Scheidung, bei der die geschiedene Ehefrau das größte Vermögen aus der Ehe erhielt: 175 Millionen Real (der Real war damals fast 1:1 an den US-Dollar gekoppelt). Júlio Bozano lebt heute von der Öffentlichkeit zurückgezogen in Greenwich (Connecticut). Er gilt als Anhänger von Pferderennen und besitzt ein großes Gestüt im Bundesstaat Rio Grande do Sul.
| Personendaten    | Personendaten                  |
| ---------------- | ------------------------------ |
| NAME             | Bozano, Júlio                  |
| ALTERNATIVNAMEN  | Bozano, Júlio Rafael de Aragão |
| KURZBESCHREIBUNG | brasilianischer Unternehmer    |
| GEBURTSDATUM     | 8. November 1936               |
| GEBURTSORT       | Rio Grande do Sul              |